# Athletic Club Sparta Praha fotbal 2003-2004
Questa voce raccoglie le informazioni riguardanti l'Athletic Club Sparta Praha fotbal nelle competizioni ufficiali della stagione 2003-2004.

## Stagione
La società granata raggiunge il secondo posto in campionato, alle spalle del Baník Ostrava. Nella coppa nazionale elimina Střížkov (0-1), Tábor (0-5), Opava (2-0), Marila Příbram (1-3), Slovan Liberec (1-0) e nella finale batte per 2-1 il Baník Ostrava vincendo il torneo.
In UEFA Champions League il cammino per i cechi è lungo: ai preliminari estromettono Leotar (1-4) e Vardar (4-5) accedendo alla fase a gironi. Inseriti nel gruppo G comprendente Chelsea, Beşiktaş e Lazio, i cechi ottengono 8 punti vincendo in casa contro Beşiktaş (2-1) e Lazio (1-0), pareggiando a Roma (2-2) e a Londra (0-0) e rimediando sconfitte a Istanbul (1-0) e a Praga contro il Chelsea (0-1); alla fine del girone la società di Praga è al secondo posto dietro al Chelsea, riuscendo ad arrivare agli ottavi di finale: il Milan viene fermato sullo 0-0 in Repubblica Ceca, ma a Milano dilaga 4-1 eliminando la compagine mitteleuropea dal torneo.

## Calciomercato
Vengono ceduti Abanda (Marila Příbram), Grygera (all'Ajax per 3,5 milioni di euro), Mynář (Dyskobolia), Novotný (Rubin Kazan'), Zavadil (Marila Příbram), Cesarec (Marila Příbram), Holub (Kladno), Kincl (allo Zenit per 600.000 euro), Pospíšil (Slovan Liberec) e nel gennaio del 2004 Flachbart (Jablonec), Špit (Jablonec), Klein (Teplice) e Sionko (Grazer AK).
Sivok viene ceduto in prestito alla Dynamo České Budějovice tra luglio e dicembre del 2003.
Vengono acquistati Bičík, Grigar, Johana (Slovan Liberec), Kováč (dal Sigma Olomouc per 250.000 euro), Malchárek, Pergl, Poledica (Lech Poznań), Volešák, Obajdin (Omonia), Vladimir e Igor Gluščević (solo quest'ultimo proveniente dall'Utrecht) e nel gennaio del 2004 Rezek (Teplice), Voříšek (dal Teplice per 800.000 euro) e Štajner (in prestito oneroso dall'Hannover per 300.000 euro).

## Organico

### Rosa
| N. |                       | Ruolo | Calciatore         |
| -- | --------------------- | ----- | ------------------ |
| 1  | Rep. Ceca (bandiera)  | P     | Petr Kouba         |
| 3  | Slovacchia (bandiera) | D     | Vladimír Labant    |
| 4  | Rep. Ceca (bandiera)  | D     | Pavel Pergl        |
| 5  | Rep. Ceca (bandiera)  | A     | Jan Rezek          |
| 6  | Rep. Ceca (bandiera)  | C     | Tomáš Sivok        |
| 7  | Rep. Ceca (bandiera)  | C     | Lukáš Zelenka      |
| 8  | Rep. Ceca (bandiera)  | C     | Karel Poborský     |
| 9  | Montenegro (bandiera) | A     | Igor Gluščević     |
| 10 | Slovacchia (bandiera) | C     | Rastislav Michalík |
| 11 | Rep. Ceca (bandiera)  | C     | Petr Voříšek       |
| 12 | Rep. Ceca (bandiera)  | D     | Pavel Malchárek    |
| 13 | Montenegro (bandiera) | A     | Vladimir Gluščević |
| 14 | Rep. Ceca (bandiera)  | A     | Josef Obajdin      |
| 15 | Rep. Ceca (bandiera)  | C     | Radoslav Kováč     |

| N. |                                | Ruolo | Calciatore       |
| -- | ------------------------------ | ----- | ---------------- |
| 16 | Rep. Ceca (bandiera)           | D     | Tomáš Hübschman  |
| 17 | Rep. Ceca (bandiera)           | C     | Petr Johana      |
| 18 | Serbia e Montenegro (bandiera) | D     | Mirko Poledica   |
| 19 | Slovacchia (bandiera)          | D     | Martin Petráš    |
| 20 | Rep. Ceca (bandiera)           | A     | Jiří Štajner     |
| 21 | Rep. Ceca (bandiera)           | A     | Tomáš Jun        |
| 22 | Rep. Ceca (bandiera)           | D     | Jiří Homola      |
| 23 | Rep. Ceca (bandiera)           | C     | Miroslav Baranek |
| 24 | Camerun (bandiera)             | D     | Patrice Abanda   |
| 26 | Rep. Ceca (bandiera)           | D     | Michal Žižka     |
| 27 | Rep. Ceca (bandiera)           | C     | Ladislav Volešák |
| 29 | Rep. Ceca (bandiera)           | P     | Jaromír Blažek   |
| 30 | Rep. Ceca (bandiera)           | P     | David Bičík      |
| 31 | Rep. Ceca (bandiera)           | P     | Tomáš Grigar     |

### Staff tecnico
Jan Stejskal è l'allenatore dei portieri.